# Краљевина Кастиља
Краљевина Кастиља је била једна од хришћанских средњовековних краљевина на Иберијском полуострву. Настала је као аутономна политичка целина у 9. веку као грофовија која је била вазал Краљевини Леону. Име је добила по великом броју тврђава – кастиљос (шп. castillos) који су били разасути по читавој њеној територији. Током 10. века, њени грофови су повећали своју аутономију, али је тек 1065. године одвојена од Леона и постала самостално краљевство. Између 1072. и 1157. поново је уједињена са Леоном, а после 1230. године ова унија постаје трајна. Током овог периода кастиљски краљеви су вршили опсежна освајања у јужној Иберији на рачун исламских кнежевина. Краљевине Кастиља и Леон, са својим јужним аквизицијама, постале су познате под заједничким именом Круна Кастиље, што је термин који је такође обухватао прекоокеанску експанзију.

## Почеци:ивек
Први помен Кастиље у писаним документима датира из 800. године. Грофовију Кастиљу су населили углавном становници кантабријског, астуријског, баскијског и готског порекла који су говорили посебним дијалектом романског језика, кастиљанским, и који су имали веома издиференциране законе. Први гроф Кастиље, Родриго, владао је од 850. до 873. године као вазал Ордоња I од Астурије и Алфонса III Великог. 
Године 931. гроф Фернан Гонзалес претвара Кастиљу у наследну грофовију, независну од утицаја леонских краљева.

## Експанзија и уједињење са Краљевином Леон:ивек
Санчо III од Наваре постаје владар Кастиље 1028. године након смрти грофа Гарсије Санчеза, јер је био ожењен Гарсијином сестром. Године 1035. оставља грофовију Кастиљу свом сину Фернанду, чиме Кастиља постаје краљевина. Фернандо је био ожењен Санчом, сестром Бермуда III, краља Леона. Фернандо провоцира битку код Тамарона у којој гине Бермудо III. Како није имао наследника, његов шурак, Фернандо I од Кастиље полагао је право на леонски престо. Тада долази до првог уједињења ова два краљевства.
Након смрти Фернанда I 1065. године, следећи традицију да се краљевство дели међу синовима, Кастиља је подељена између његова два сина, Санча, и Алфонса. Алфонсо је добио Леон, Санчо Кастиљу, Гарсија Галицију, а Урака Самору. Санчо и Алфонсо су напали свог брата Гарсију и отели му Галицију. Санчо, незадовољан Кастиљом и половином Галиције, напада свог брат Алфонса и отима му Леон уз помоћ Родрига Дијаза, Ел Сида. Урака пружа уточиште главнини леонске војске и прима их у Самору. Санчо поставља опсаду око Саморе, међутим, 6. октобра 1072. године убија га галицијски племић, Вељидо Долфос, што проузрокује повлачење кастиљанске војске. Тако Алфонсо не само да је повратио свој, леонски престо, него такође преузима и кастиљански и галицијски престо, чиме долази до другог уједињења које ће потрајати више генерација. 
За време Алфонсове владавине, Кастиља је развила дипломатске односе са другим европским краљевинама, нарочито са Француском, јер је Алфонсо удао своје две кћерке, Ураку и Терезу, за Рајмунда од Бургундије и Анрија од Лорене. На сабору у Бургосу 1080. године, Алфонсо замењује типично кастиљанско-леонски мосарапски ритуал венчања романским.
Кад је Алфонсо VI од Леона и Кастиље умро, наследила га је ћерка Урака I, која се по други пут удала за Алфонса I од Арагона, чиме је дошло до уједињења Краљевине Арагона са Краљевином Кастиљом. Међутим, ово уједињење два краљевства није успело захваљујући великим сукобима између арагонског и кастиљанског племства, тако да је Алфонсо I отерао Ураку 1114. године, што је само још више затегло односе између ова два краљевства. Иако је папа Паскал II распустио брак, њих двоје се нису растали. Урака је такође морала да се суочи са и својим сином из првог брака, галицијским краљем, Алфонсом, како би се изборила за своја права над краљевином. 
Након њене смрти, исти тај син је наслеђује на кастиљанском престолу као Алфонсо VII од Леона и Кастиље. Новопечени краљ успева да анексионира територије од краљевина Наваре и Арагона, искористивши слабљење ових након смрти Алфонса I од Арагона. Одустао је од освајања медитеранске обале у корист нове уније Арагона и грофовије Барселона, која настаје браком Петрониле, ћерке арагонског краља и Рамона Беренгера IV, грофа од Барселоне. Након Алфонсове смрти, краљевство се опет дели на његове синове, Санча III, краља Кастиље, и Фернанда II, краља Леона.

### Развој градова (бургоси)
Почев од 11. века, дуж целе ходочасничке руте Пута за Сантијаго, почели су да се формирају бургоси – претече градова (утврђења насељена свештеницима, племићима и обичним светом), од Риохе ка Краљевини Галицији. Првобитно су се бургоси оснивали из искључиво одбрамбених разлога, и градили су се обично поред граница. Били су места у којима је увек био велики проценат војске и наоружања. Међутим, временом, ходочашће ће учинити да градови поред војне, такође рсзвију економске и трговачке активности. Појхављује се грађански сталеж - становници бургоса су се углавном бавили зантством и трговином, за разлику од племства које је имало приходе искључиво од пољопривреде. Такође је од битне важности и појава јеврејских заједница у 11. веку које су долазиле с југа, из Ал Андалуза, и које су се настаниле у Кастиљи као занатлије, трговци и земљорадници.

### Однос хришћанства и ислама у XII веку
У 12. веку Европа ће доживети велики напредак на интелектуалном терену, делом захваљујући Кастиљи. Многа класична дела која су била неповратно изгубљена и пала у заборав, очувала су се у арапским преводима. У Кастиљи, надбискуп Толеда и управник Кастиље, Рајмундо оснива Преводилачку школу (шп. Escuela de Traductores) (1130-1187) чији ће основни задатак да буде превођење класичних филозофских и научних дела Античке Грчке са арапског на латински. Такође су се преводила дела која су писали арапски аутори. 
Пут за Сантијаго је такође умногоме допринео размени знања између Кастиље, Леона и Европе, у оба правца.
У 12. веку такође ће се појавити многобројни витешки редови по угледу на европске, као на пример ред Калатрава, Алкантара и Сантијаго. Такође се оснивају цистернијанске опатије.

## Коначно уједињење: XIII век
Алфонсо VII, следећи традицију, поново дели краљевину на своја два сина, тако да је Санчо добио Кастиљу, а Фернандо Леон.
Коначно, године 1230. долази до последњег и дефинитивног уједињења Кастиље и Леона када Фернандо III од Кастиље наслеђује од своје мајке Беренгеле краљевину Кастиљу (1217), и од свог оца Алфонса IX, Леон (1230). Истовремено је искористио опадање алмохадског царства и освојио је долину Гвадалкивира а његов син Алфонсо је освојио таифу Мурсију. Кортеси Кастиље и Леона су се ујединили, и тај моменат се сматра настанком Круне Кастиље која се састојала из два краљевства: Кастиље и Леона, и таифа и господстава освојених од Арапа (Кордоба, Мурсија, Хаен, Севиља). Краљевине Кастиља и Леон су задржале свој правни систем - на пример, особама из Кастиље у Леону се судило по законима Кастиље.

## Уједињење са Арагоном: XV век
Године 1474. умире Енрике IV, краљ Кастиље, и између те године и 1479. долази до борбе око престола Круне Кастиље између присталица његове сестре, Изабеле и Хуане Белтранке, легитимне Енрикеове ћерке која је била удата за португалског краља, у којој Изабела односи победу. Да је Хуана победила, дошло би до уједињења Кастиље са Португалом, а не са Арагоном.
Године 1469. тајно се венчавају Изабела I од Кастиље и Фернандо, наследник арагонског престола. Овим браком се уједињују круне Кастиље и Арагона 1479, иако то уједињење није званично до владавине њиховог унука, Карла I од Шпаније.
Изабела и Фернандо завршавају Реконкисту заузимањем Гранаде, 1492. године. Те исте године, долази до протеривања Јевреја, а Колумбо у служби краљице Изабеле открива Америку.

## Државна управа: Савети и Кортеси
Као у сваком средњовековном краљевству, краљ је имао највећу, богом дату моћ. Међутим, у сеоским и градским заједницама почињу да се појављују организовани савети који су доносили одлуке о проблемима из свакодневног живота. Ти савети су прерасли у Савете у којима су деловали представници одређених заједница. Савети су добили већу правну моћ, као на пример одабир магистрата и званичника, градоначелника, писара и др.
Пред све већом моћи Савета, настаје потреба за комуникацијом између њих и краља, те ће тако 1188. настати кортеси у Леону, а у Кастиљи нешто касније, 1250. Средњовековни кортеси су били сачињени од малог броја представника градова и нису имали правне моћи, али су били веза између краља и краљевства.